# ريتشارد إم. شولز
ريتشارد إم. شولز (بالإنجليزية: Richard M. Schulze)‏ هو رائد أعمال أمريكي، ولد في25 يمشي 1940 يمشي  يمشي   يمشي سانت بول في الولايات المتحدة.

## وصلات خارجية
- ريتشارد إم. شولز على موقع إن إن دي بي (الإنجليزية)